# خط تقسيم قاري للأميركتين

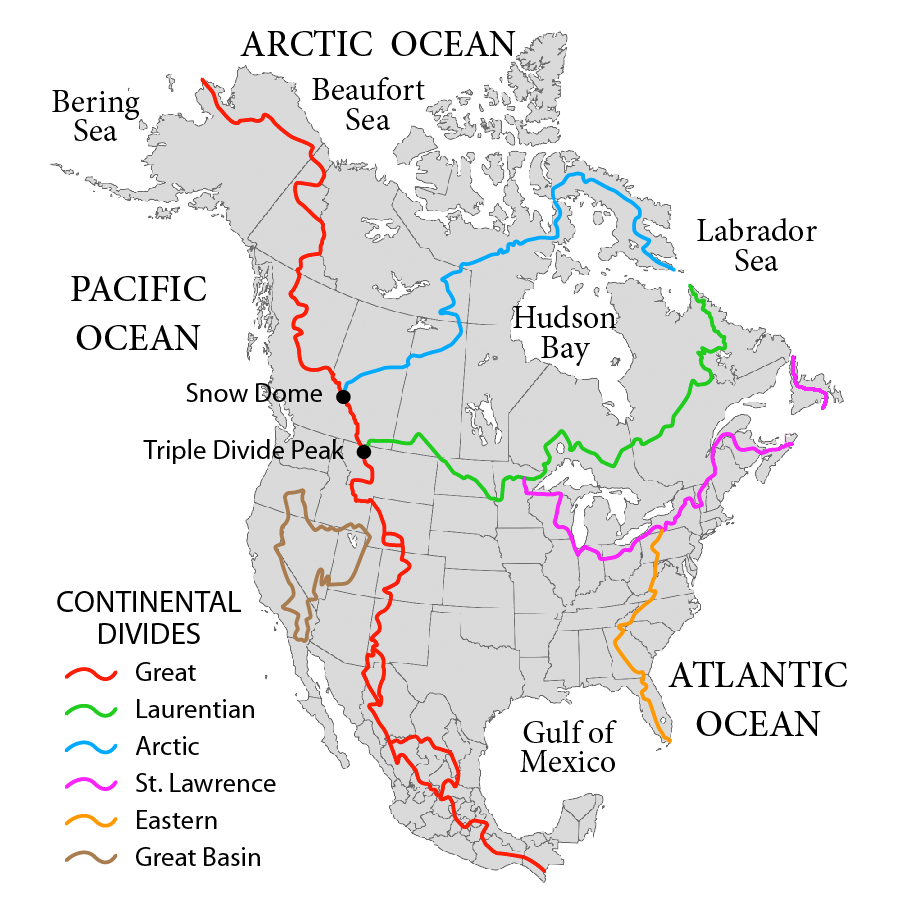
خط التقسيم القاري في أميركا الشمالية مع حدود تصريف أخرى.

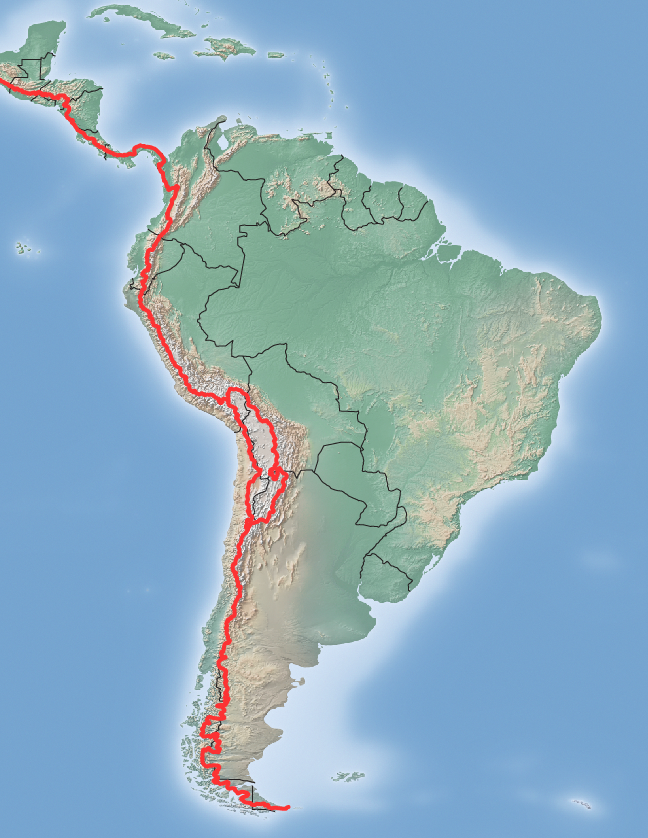
خط التقسيم القاري في أميركا الوسطى وأميركا الجنوبية.

خط التقسيم القاري للأميركتين (بالإنجليزية: Continental Divide of the Americas) هو الحد التصريفي، وكثيرا ما هو جبالي، الذي يمتد من مضيق بيرنغ إلى مضيق ماجلان ويفصل المستجمع المائي الذي يؤدي إلى المحيط الهادئ عن مثيله الذي يؤدي إلى المحيط الأطلسي (بما في ذلك خليج المكسيك والبحر الكاريبي) والمحيط المتجمد الشمالي في الشمال، والعكس بالعكس.

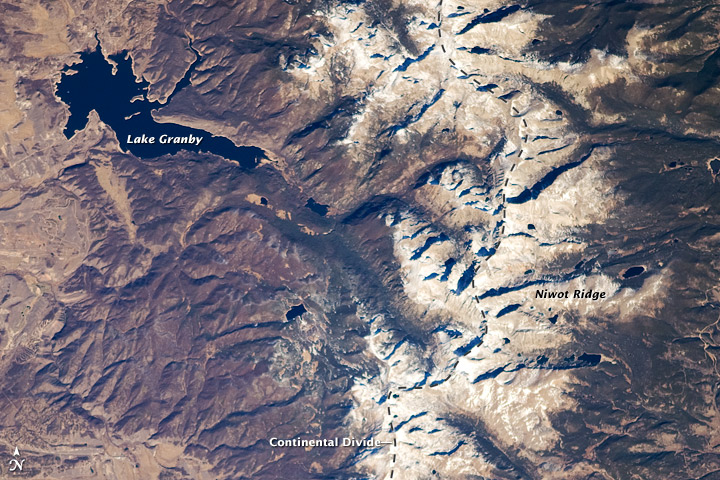
صورة لخط التقسيم القاري في الجبال الروكي في شمال أوسط ولاية كولورادو التقطت من محطة الفضاء الدولية يوم 28 أكتوبر 2008